# Jezero (Sokobanja)
Jezero (serbisches-kyrillisch: Језеро) ist ein Dorf in Serbien.

## Geographie
Das Dorf befindet sich in der geographischen Region Banja, in der Opština Sokobanja im Okrug Zaječar, im Osten von Serbien. Jezero liegt auf einer durchschnittlichen Höhe von 680 m über dem Meeresspiegel.
Die Gebirge des Ozren und der Devica steigen nach Süden, zum Fluss Toponička Reka und dem Lauf des Svrljiški Timok, hinab. Dort befindet sich die kleine geographische Region, des Gebirges Golak, das einen Teil der großen Gebirgskette, der Devica-Ozren-Gruppe, darstellt. Durch das Dorfgebiet, fließt der kleine Fluss, Gojmanovska Reka.
Das Dorf, Jezero liegt in dieser Region des Golak, am östlichen Fuß des Gebirges Ozren. Westlich des Dorfes, befindet sich der kleine Rastplatz Stara Sokobanja, der als Erholungsstätte für Wanderer, dient. 
Durch das Dorf verläuft eine Straße, die zu der 15 km nördlich gelegenen Gemeindehauptstadt, Sokobanja, führt. Über weitere Verbindungsstraßen ist die rund 40 km südlich gelegene Großstadt Niš zu erreichen. 

## Dorftypus
Das Berg- und Haufendorf Jezero unterscheidet sich nicht wesentlich von den anderen Dörfern der Gegend. Das größte Problem für die Dorfbewohner, sind die unregelmäßigen bis fast gar keine vorhandenen Busverbindungen, nach Sokobanja.
Die Dorfbewohner sind hauptsächlich in der Landwirtschaft und der Viehzucht tätig. Im Ort werden vor allem Schafe und Rinder gehalten. 

## Bevölkerung
Das Dorf hatte 2022 eine Einwohnerzahl von 219, während es 2011 noch 253 waren, nach den letzten drei Bevölkerungsstatistiken fällt die Einwohnerzahl weiter, obwohl Jezero zu den wenigen Orten der Gegend zählt, die eine positive Geburtenrate zu verzeichnen haben. Die Bevölkerung stellen Serben. 

### Demographie
| Jahr | Einwohnerzahl |
| ---- | ------------- |
| 1948 | 896           |
| 1953 | 939           |
| 1961 | 811           |
| 1971 | 636           |
| 1981 | 514           |
| 1991 | 397           |
| 2002 | 310           |
| 2011 | 253           |
| 2022 | 219           |

## Geschichte
Mit den zwei weiteren Bergdörfern des Golak, Novo Selo und Radenkovac, gehört Jezero, zu den drei ärmsten Dörfern, der Opština. 
Die Dorfambulanz bestand bis in die 1980er Jahre als diese geschlossen wurde. Im Ort, gibt es eine kleine Dorfgrundschule, und am westlichsten Dorfrand, befindet sich der serbisch-orthodoxe, Dorffriedhof.

## Belege
- Artikel über das Dorf und die Schule auf der Seite www.rts.rs, (serbisch)
- Књига 9, Становништво, упоредни преглед броја становника 1948, 1953, 1961, 1971, 1981, 1991, 2002, подаци по насељима, Републички завод за статистику, Београд, мај 2004, ISBN 86-84433-14-9
- Књига 1, Становништво, национална или етничка припадност, подаци по насељима, Републички завод за статистику, Београд, фебруар 2003, ISBN 86-84433-00-9
- Књига 2, Становништво, пол и старост, подаци по насељима, Републички завод за статистику, Београд, фебруар 2003, ISBN 86-84433-01-7